# 戸塚宏
戸塚 宏（とつか ひろし、1940年9月6日 - ）は、日本の私塾経営者、元ヨットマン。戸塚ヨットスクールの創設者。戸塚ヨットスクール事件に大きく関与し、傷害致死罪、監禁致死罪で逮捕収監された。
2024年現在は胎教や0歳児を対象とした活動を行っている ほか、「戸塚ヨットスクールの訓練を受けることによって、癌やパーキンソン病、膠原病などありとあらゆる難病が治る」と主張している  。

## 来歴
朝鮮咸鏡北道清津市に第2子として誕生。中学校卒業までは福岡県八幡市（現：北九州市）、愛知県名古屋市育ち。名古屋市立菊里高等学校卒業。
1959年、名古屋大学工学部機械工学科入学。在学中にヨットに出会う。
1965年、名古屋大学工学部機械工学科を卒業。同年六月、ホノルルでのレース出場のために渡米、九月にチタ二世号に名古屋大学のOBグループの吉田弘明、曽我二郎らとともに乗船、太平洋を横断した。
1975年、沖縄国際海洋博覧会記念太平洋横断レースで、シングルハンド（一人乗りヨット）による太平洋横断の最短世界記録（41日）を達成して優勝した。

### 戸塚ヨットスクールと事件
1976年、株式会社戸塚ヨットスクール開校。当初はオリンピックでメダルを獲れるようなセイラーを育成するためのスクールとして発足したが、翌年の秋頃不登校などの情緒障害児の更生に効果があると評判になり、マスコミで紹介されてからは、もっぱら情緒障害児の治療を目的とした活動へとシフトしていった。
同スクールの合宿に参加した上之郷利昭が著した『スパルタの海』（支援者である伊東四朗主演で映画化されたが戸塚の逮捕によりお蔵入り、出獄後の2005年支援者によりDVD化、2011年に劇場公開された）では、同スクールの活動が生々しく報告されている。コーチ陣の過度の訓練・体罰が近因となり死者5名（2名は傷害致死、1名は病死、2名は行方不明のままみなし死亡）を出す。
1983年6月13日、戸塚ヨットスクール事件が発覚、コーチと共に監禁・傷害致死の容疑で逮捕。
1986年7月、保釈される。早稲田祭で人物研究会の招きにより講演。以後も日本テレビ「EXテレビ」など各種メディアに登場、脳幹を鍛えれば癌やアトピー、うつ病、登校拒否などあらゆる病状を克服できるという趣旨の「脳幹論」を肝とした持論を展開する。
1992年7月7日、名古屋地裁は戸塚とコーチ6名に対して傷害致死罪で執行猶予付きの有罪判決、検察被告とも控訴。
1997年3月12日、名古屋高裁は傷害致死の2名について「外傷性ショックが死因」と認定し、「訓練は人権を無視。教育でも治療でもない」として一審判決を破棄し、戸塚に懲役6年、コーチ3人も実刑の判決を下した。戸塚らは即日上告。
1999年、「電磁界等を考えるシンポジウム京都会議」に、発起人の一人として名を連ねる。
2002年2月15日、最高裁判所は上告を棄却。
2002年3月11日、無罪を主張するが退けられ懲役6年の刑が確定。自身を含む15人全員の有罪が確定した。一部のコーチは罪を認めたが、戸塚本人は現在も体罰との因果関係は一切無かったとして無罪を主張している。
2002年3月29日、名古屋高等検察庁へ出頭。出頭直後、護送車で名古屋から静岡に護送され静岡刑務所に収監される（懲役6年だが、未決勾留日数の一部を刑に算入されているため、実際の刑期は4年間）。

### 出所後
2006年4月29日、静岡刑務所を満期出所。出所後、戸塚は静岡市内で報道陣から「お帰りなさい、スクールはまだ続けますか」との問いかけに対し「まだまだ続けていく」と回答した。その後も、戸塚ヨットスクール訓練生の事件が続いている。

## 人物像
- 「脳幹論」を基礎にしたスパルタ教育が持論[10]。
- 刑期を終え出所した後も基本的にその立場を変えていない。収監前の記者会見では「出所後は私立小学校を開設したい」と抱負を述べていたが、出所後に静岡駅で支援者とともに会見した時には、ヨットスクールを続けていきたいと語った。
- 出所後、静岡刑務所内での処遇を著した自著の中で、「法の概念から外れたとんでもないことをやっている」「憲法に反する人権侵害」「刑務官によって自殺に追い込まれた受刑者がいる」などと述べている。
- 反「戸塚ヨットスクール」キャンペーンの先頭に立った『サンデー毎日』（逮捕を報じた号では手錠をかけられて護送される写真が表紙を飾ったこともあった）を発行する毎日新聞社の対応を良く思っておらず、同社の取材には一切応じない、との説もあったが、毎日新聞は出所直後の静岡市内での記者会見の内容（「体罰は教育だ」などの発言）をいち早く報じている（支援する会のウェブサイトには以前、取材拒否する旨の記載があった）。
- 儒学等を思想的根拠として所謂「嫌韓」を主張し、在日韓国・朝鮮人の特別永住者に対する排外主義活動を行っており、義家弘介と激しく対立する。

## 思想・信条
- 「人間は平等ではない」と自覚した時、進歩しようとする。己をまず知らねば、進歩はなく、へたな平等主義は、進歩の芽を摘む[11]。
- 理性は創るものであり、あるものではない。『世界人権宣言』の第1条に、「人は生まれながらに…理性と良心とを付与されており…」とあるが、これはとんでもない誤りだ。「自由・権利・尊厳・平等」これらは創るものであって、あるものではない。「力」は正義だ。「力」を「暴力」と混同し、力そのものを否定してはいけない。力は群れのためにあり、自分のためにあるのではない[11]。
- 子供は褒めると進歩しない。本当のインテリとは、「知・情・意」のすべてが人より優れ、特に「知」において抜きん出ている人を指すが、日本の「インテリ」は「情・意」においては人並み以下、「知」は他人の知識の盗み取りに過ぎない。行動力がないのは、「情・意」が弱いためで「褒める教育」が、これに拍車をかけている。「褒める教育」は虚栄心も強くする。マスコミは、「インテリ」の集団だ。浮ついた教育論を人に押し付ける[11]。
- 生理学者ハンス・セリエは、「病気の種類に関係なく、病人には共通する”病人らしさ”がある」と指摘しており、同様に問題児にも共通した”問題児らしさ”がある。”問題児らしさ”は弱さだ。精神が決定的に弱い。トレーニングをしなかったために生じたものだ[11]。

## 民間療法
戸塚は、「ヨットスクールの訓練を受けることによって、癌やパーキンソン病、膠原病などありとあらゆる難病が治る」と繰り返し主張しており、戸塚の著書『熱論』には以下のような記述がある。
- すると出るわ出るわ、情緒障害児は病気の巣窟でした。肝機能障害、肝炎、腎炎、不整脈、白血球過多、白血球不足、慢性の頭痛、瞳孔反射異常、メニエール病と思われる耳鳴り、蓄膿症、アレルギー性鼻炎、扁桃腺肥大、膝蓋腱反射異常、血色素過少、胃・十二指腸潰瘍、潰瘍性大腸炎、関節リウマチ、若年糖尿病、小児喘息、アトピー性皮膚炎、ネフローゼ、パーキンソン病等々、難病を含め、ありとあらゆる病気が出てきました。それもほとんどの子供から出てくるのです、さらにびっくりしたのは、それらがトレーニング中に直ってしまうことです。
- スクール・トレーニングで膠原病が直った
- 癌と非行は同じ原因
- 癌は脳幹の虚弱、膠原病は脳幹の狂い、非行は脳幹と辺縁系の虚弱
- 癌も免疫系の逃げ
- 登校拒否や非行を直す方法で癌を直す

また、 戸塚ヨットスクールを支援する会の会報『ういんど』4号には「戸塚ヨットスクールは、ヨット訓練を通じて、情緒障害（登校拒否、家庭内暴力、非行、無気力など）やストレス症（自律神経失調症、アトピー性皮膚炎、ぜんそく、花粉症、がんなど）を直してきました。これらの成果はいずれも、これまでの教育学や医学の常識からすれば「信じられない」とされる画期的なものばかりです。このため、その成果を率直に認める人はまだ少数であり、反対に、黙殺したり、潰そうとしたりする人が多数を占めています。」、スクールのホームページには「膝蓋腱反射が出なかったり、瞳孔が縮まらなかったり、免疫が狂ったり、体温が低下しっぱなしだったりという、そういう脳幹で行われる情報処理が既におかしくなっている。それらがヨット訓練で直るならば、癌も直るだろうということで、取り組んだわけです。結果は上々です。」と記述されている。
日本児童青年精神医学会は2015年4月、「精神医学」2015年2月号に掲載された戸塚の講演録「私の脳幹論」について理事会声明を公表した。「私の脳幹論」では「恐怖を安定に持っていくトレーニングをすることで、子どもに『進歩の能力』が身につく」「発達障害と言われる人たちは、トレーニングで治る」等の主張がされている。同学会は戸塚の主張に対して「単に非科学的であるにとどまらず重大な人権侵害」と指摘し、講演録を無批判に掲載した「精神医学」の編集姿勢を批判している。
収録された講演は2014年11月28日に開催された第27回日本総合病院精神医学会総会内で行われた。日本児童青年精神医学会の理事会声明を受け、学会総会を開いた日本総合病院精神医学会は2015年5月、講演内の戸塚の主張に対し「精神医学の正しい理解に基づいたものではなく、本学会の見解とは全く相容れないことを全会一致で認定した」とする理事会声明を発表した。声明では「これまでと現在の戸塚氏の主張や立場を断じて容認しない」などと表明している。

## 胎教・０歳児教育
現在の戸塚ヨットスクールでは、家庭内暴力や登校拒否などといった所謂情緒障害児の入校は一切受け付けておらず、代わりに胎児や0歳児への教育を行っている。しかし、その教育方法について聞かれると、戸塚は「企業秘密」だと回答している。
また、戸塚の教育方針を支持し、ヨットスクールで行われているボードトレーニングを自身のクリニックでも実践している産婦人科医の池川明は、胎内記憶についての研究を行っており、「自分が精子だった時の記憶を持つ人もいる」という非科学的な見解を示している。

## 陰謀論的主張

### 日本航空123便墜落事故
1985年に発生した日本航空123便墜落事故に関して、「マスコミは機体の尾翼が吹っ飛んだと報道しているが、実際に写真を見ると尾翼はついている。誰かが『尾翼が吹っ飛んだことで事故が起きた』と言えば、(マスコミは)それをそのまま事実として載せてしまう」と主張している。

### GHQとバブル崩壊
2022年1月22日に行われた講演の中で、「日本を再び強くしないために、GHQが日本人男性の弱体化を図った」との見解を示し、1990年代初頭にバブル景気が崩壊したことに関しても「アメリカの策略」だと主張した。

### 電通
「電通から地上波の各局に、『戸塚宏を生で出演させた場合、電通はスポンサーをつけない』とお達しがいった」と主張している。

### 製薬会社・精神科
2009年に、戸塚ヨットスクールに入所していた女子生徒が自殺した際、自殺の原因を向精神薬の副作用によるものだとし、「異常行動の場合は必ず向精神薬の副作用として起こりますからその処方を行った精神科医にその責任があります。精神科にかかるのは児童相談所やカウンセラーの指示によるものですから彼らにも責任があります。さらにそういう状態の人間を作り上げたのは文部科学省ですから文部科学省にも責任があります。 そして、向精神薬を使うのは製薬会社の為なのですから製薬会社にも当然責任があります。 ここにおいて血液製剤により肝炎やHIVが広まってしまった構図と全く同一であることが解ります。 マスコミは当然このことを知っています。それなのになんとか現場の責任にしようとするのは大スポンサーである製薬会社、権威である精神科医、自分たちが作らせたカウンセラーそして教育荒廃の元凶である文部科学省を何とか守りたい、そのためには現場に責任を押しつけたいという願望の表れです。 国民を利する為に反権力であるべきマスコミが親権力となり国民の敵となっているのです。彼らも権力者の一角になってしまったからです。」「薬を処方した精神科医の責任ではないのですか。それなのにマスコミは決して精神科医を追求しようとしません。このマスコミの反国民の態度、親権力の態度が国民に不利益をもたらせます。年間３万人以上の自殺者の中で多数の人間が向精神薬を飲んでいることにより異常行動で死亡したと考えられます。それは遺書を書いていないことによっても推察出来ます。マスコミは必死になってその精神科医を守ろうとしています。それは大スポンサーである製薬会社の為でしょう。」などと主張した。

### 財務省に関する見解
戸塚は、自身のYouTubeチャンネルで「日本の経済成長に慌てたアメリカが、財務省の人間にお金を渡して日本のバブルを崩壊させた」との見解を示している。

### お祭りの減少について
戸塚は、自身のYouTubeチャンネルで、「日本人がまとまることを恐れたアメリカが、地方のお祭りを無くした」との見解を示している。

## 新興宗教との関係

### オウム真理教
戸塚は、2020年にオウム真理教の後継団体であるひかりの輪代表の上祐史浩と二度にわたって対談を行ったほか、麻原彰晃の教えを「真理」だと評価しており、以下のような見解を示している。
- マスコミは「麻原彰晃が若者を洗脳した」と主張しているが、実際には、麻原彰晃は若者を洗脳したのではなく、リベラル思想に洗脳されていた若者の洗脳を解いたのである。
- 麻原彰晃は修行をした過程で、真理を獲得している。
- 真理を教えることによって、リベラルに洗脳されている若者を洗脳から解放することができる。

また、 「理科系は天下の秀才であり、真理を理解することができる」とした一方、現在は麻原彰晃およびAlephに批判的な上祐氏（早稲田大学理工学部出身）については、「ただの偏差値秀才」「仲間を警察に売った裏切り者」「修行が足りない」と批判した。
2020年2月21日、ニコニコ動画に投稿された日本文化チャンネル桜の動画内での我那覇真子との対談の中でも、上記と同様の見解を示し、「オウム真理教は仏教」「仏教は科学」だと主張した。

### 統一教会
文鮮明の指示により、統一教会と国際勝共連合が出資して設立した団体、世界日報が発行している月刊ビューポイントの2011年9月号に、戸塚のインタビュー記事が掲載された。
WEB版のビューポイントには、「（ビューポイントの記者が）先日、戸塚ヨットスクールの創立３７周年パーティーに出席する機会を得た。」というコラムが2013年11月25日に掲載された。

### パナウェーブ研究所
1999年、戸塚は『電磁界等を考えるシンポジウム京都会議』に発起人の1人として参加した。このシンポジウムでは、2000年代初頭に社会問題となった『パナウェーブ研究所』がスカラー波について発表したことが話題となり、パナウェーブ研究所はスカラー電磁波の影響によって、人類滅亡や地球崩壊にいたると主張した。

### その他の陰謀論者
戸塚ヨットスクールの支持者で、戸塚の訴訟代理人を務めた経験もある弁護士の南出喜久治は、ビル・ゲイツによる人口削減陰謀論を唱える陰謀論者であり、所謂反ワクチン派として活動している。かつては神真都Qの弁護人を務めており、同団体のデモや集会にも参加していた。また、2023年2月24日には、なかのZEROで行われた親ロシア派の『ドンバスの人権とウクライナ問題を考える國民集会』に司会として参加し、「ロシア軍によるウクライナ侵攻は失地回復のための軍事行動であり、クリミア併合は当然のこと」「日本政府によるロシアへの経済制裁は不当」「ウクライナでは民主主義が完全否定されている」などと述べた。
戸塚との共著『それでも、体罰は必要だ!』を著した田母神俊雄は、ディープステート陰謀論を唱えている。

## 服役と刑務所批判
戸塚は、静岡刑務所に服役した際に、刑務官からお菓子の量を減らされたことや、番号・呼び捨てで呼ばれたことなどに憤り、刑務所内における人権侵害を告発する著書『静岡刑務所の三悪人』を出版した。同書には、以下のように記されている。
- 文化的で最低限の生活を送ることは、憲法にきちんと書いてあることですが、刑務所の中ではまったく無視されています。人権などなくて当たり前という意識なのです
- 日本で最も人権が侵されているところ、それが刑務所です
- 刑務所は奴隷制度と同じです
- 建前は矯正教育ということですが、やってることは圧政です
- 刑務官は威張り散らすことばかりに情熱を燃やして、人権意識など端から持ち合わせていない。勉強不足なんです
- 人権という概念をしっかり勉強してもらいたいものです
- 刑務官の何が問題かというと、まず一番は民主主義がわかっていないということにつきます。当然のことながら、人権思想なんてありません
- 刑務官は、自由とは何かも知らない。権利も何か知らない。平等とは、尊敬とは、良心とは、というのも知らない

## 著名な支援者・支持者
- 石原慎太郎（小説家・政治家）

戸塚ヨットスクールを支援する会会長。戸塚ヨットスクールを支援する会のホームページにて『スクールが「大自然との闘いで精神を鍛える」という方法により五百余名の情緒障害児(登校拒否、非行、家庭内暴力、無気力など)を更生させ、心身の本当の健康状態を回復させることにも成功した事実には、教育と医学の両分野における画期的意義を見出すことができます。』と述べる。本人もヨット愛好者である。
- 西村眞悟（政治家）

戸塚ヨットスクールを支援する会発起人
- 長谷川岳（政治家）- 父親が戸塚ヨットスクールの支援者だったことから、戸塚ヨットスクール事件が発生していた頃に、小学5年生の時に兄とともに入学していた。自民党の国会議員となった2011年9月に、長谷川は自身のブログに前述の月刊ビューポイントの戸塚のインタビュー記事を引用した上で、「戸塚校長は、このインタビューの冒頭で、『今回の大震災でよく分かったことは「己の身を守れ」ということだ』と述べていますが、私が期間入校の時に身をもって学んだことが、まさにこの『己の身は己で守れ』ということでした。小学生の夏に、しっかりと身体に刻み込んだこの感覚を、今、国会議員の立場となっても胸に留め置き、日々全力を投じて参りたいと思います。」と書いた[34]。
- 小室直樹（評論家、東京大学法学博士）[45]
- 村松剛（評論家・フランス文学者、筑波大学名誉教授）[46]
- 立川談志（落語家）[46]
- 田母神俊雄（元航空幕僚長）[47] - 戸塚との共著で『それでも、体罰は必要だ!』という本を出版[48]。
- 野口健（登山家）

ブログで『あえて厳しい環境の中に身をおいて、時に死の恐怖と戦うことによって「何が何でも死にたくない」と生に対する執着心が芽生えるもの。戸塚ヨットスクールは極限状態を子どもたちに体験させ脳幹を鍛え生命力をつける教育なのだ。』と言及。

## 著書
- 1976年 - 『太平洋一直線』オーシャンライフ オーシャンブックス
- 1983年 - 『私が直す！』飛鳥新社

1985年11月に角川書店で文庫化 ISBN 4-04-162001-5
- 1983年1月 - 『孤独の挑戦』ズーム社 Zoom Books ISBN 4-8033-0758-X
- 1983年1月 - 『私はこの子たちを救いたい - "殴らない父"と"愛しすぎる母"へ』光文社 カッパビジネス ISBN 4-334-01150-0
- 1985年11月 - 『獄中記』飛鳥新社 ISBN 4-87031-020-1（にて閲覧可能）
- 1988年6月 - 『敵は脳幹にあり』アポロ出版 ISBN 4-87454-702-8
- 1992年7月 - 『こんな輩が子供をダメにする - 偽善を排す異論・暴論63』太陽企画出版 ISBN 4-88466-205-9
- 1992年8月 - 『熱論戸塚宏 - 反平等主義論』フローラル出版 ISBN 4-930831-04-0
- 2003年4月 - 『教育再生 - これで子供は救われる』大洋図書 ISBN 4-8130-1074-1
- 2006年11月 - 『静岡刑務所の三悪人』飛鳥新社 ISBN 4-87031-763-X
- 2010年5月 - 『それでも、体罰は必要だ!』ワック 田母神俊雄との共著
- 2007年4月 - 新潮新書212『本能の力』新潮社 ISBN 978-4-10-610212-7